# Strmec (miasto Sveta Nedelja)
Strmec – wieś w Chorwacji, w żupanii zagrzebskiej, w mieście Sveta Nedelja. W 2011 roku liczyła 3907 mieszkańców.